# Centro Sportivo Maruinense
O Centro Sportivo Maruinense, mais conhecido como CSM, é um clube de futebol brasileiro, da cidade de Maruim, no estado de Sergipe. Suas cores são o branco e o preto.

## História
Fundado no dia 3 de abril de 1917, começou com o nome de Socialista Sport Club, porém mudou no fim dos anos 60 para Maruinense, tentando mais identidade. Como títulos, tem às Série A-2 de Sergipe de 2003 e 2020.
O Socialista começou disputando campeonatos no início dos estaduais, sempre representando a cidade de Maruim no futebol, assim como o extinto Ipiranga mais tardiamente, mas não conseguindo conquistar títulos de expressão em sua longa trajetória, assim ao fim dos anos 60 sendo substituído pelo nome e pelas cores do Maruinense, nascendo então o Fantasminha Camarada.
Em 1970 disputou o primeiro campeonato com o novo nome, e em 1972 ficou no 6º lugar na competição. Disputava as competições com grande regularidade, sendo que em 1984 ficou sem disputar o estadual.
No ano de 1988 conseguiu sua maior campanha, ficando em 3º lugar no torneio com chances de se sagrar campeão na última rodada do hexagonal final, porém acabou sendo goleado pelo Confiança por 3 x 0 em Aracaju e perdeu a maior chance da sua história de ser campeão.
Com os anos 90 começou o seu declínio, porém em 1994 teve um time em que se destacaram jogadores como Adilso Sergipano, Gilmar, Carlinhos, Cabelo, Esquerdinha, Clodoaldo, Jay, Pedro Aruba, Cureu, Miltinho, Cleibson Ferreira (Hoje treinador) e Ozeias (Destaque do Palmeiras atletico PR nos anos 90) etc. Porém o clube mais uma vez bateu na trave. Em 1994 também estreou na Série C do Brasileirão e por pouco não conseguiu subir para a Série B, ficando em 8º lugar no geral.
Em 1995 disputou a Série C novamente, mas dessa vez sem o mesmo sucesso do outro ano, ficando na modesta 102ª posição. Em 1998 foi rebaixado, mas voltando novamente no ano 2000, porém em 2001 foi novamente rebaixado para o segundo escalão. Em 2003 conseguiu o seu primeiro título, a A-2 de Sergipe ao vencer o Propriá por 2 x 1 nos pênaltis após 0 x 0 no tempo normal no Batistão.
Durou na elite até 2005, quando foi o lanterna do campeonato. Disputou a A-2 em 2006, 2007, 2009 e 2011, mas longe de conseguir o acesso ao primeiro escalão sergipano. Em 2019 foi o segundo colocado da A-2, mas como só o campeão subiria para primeira divisão nesta edição permaneceu na segunda por mais um ano. Em 2021 após 16 anos fora da primeira divisão o 'Maruinense volta a disputa-la subindo mais uma vez como campeão da divisão de acesso.
Em 2022 foi rebaixado no Campeonato Sergipano após terminar na lanterna do campeonato com 1 ponto em 10 jogos.

## Títulos
| Estaduais | Estaduais                       | Estaduais | Estaduais        |
|           | Competição                      | Títulos   | Temporadas       |
| --------- | ------------------------------- | --------- | ---------------- |
|           | Campeonato Sergipano - Série A2 | 3         | 1984, 2003, 2020 |

## Desempenho em competições oficiais
Campeonato Brasileiro (Série C)
| Ano  | 1994 | 1995 |
| Pos. | 8º   | 102º |
| ---- | ---- | ---- |

Campeonato Sergipano
| Ano  | 1972 | 1973 | 1975 | 1977 | 1978 | 1987 | 1988 | 1995 | 1996 | 1998 |
| Pos. | 6º   | 10º  | 8º   | 9º   | 7º   | 7º   | 3º   | 7º   | 8º   | 7º   |
| Ano  | 2000 | 2001 | 2003 | 2004 | 2005 | 2021 | 2022 |      |      |      |
| Pos. | 10º  | 10º  | 7º   | 7º   | 10º  | 6º   | 10º  |      |      |      |
| ---- | ---- | ---- | ---- | ---- | ---- | ---- | ---- | ---- | ---- | ---- |

Campeonato Sergipano (Série A2)
| Ano  | 2002 | 2003 | 2006 | 2007 | 2009 | 2011 | 2012 | 2013 | 2014 | 2015 |
| Pos. | 4º   | 1º   | 6º   | 8º   | 12º  | 12º  | 9º   | 4º   | 6º   | 7º   |
| ---- | ---- | ---- | ---- | ---- | ---- | ---- | ---- | ---- | ---- | ---- |
| Ano  | 2016 | 2017 | 2018 | 2019 | 2020 | 2021 | 2022 | 2023 | 2024 |      |
| Pos. | 12º  | 5º   | 3º   | 2º   | 1º   | –    | –    | 5º   | 21º  |      |